# Coven
Coven — американская рок-группа, лидером которой является Джинкс Доусон. Пик популярности Coven пришёлся на рубеж 1960-х и 70-х. Участники коллектива прославились шокирующим имиджем и оккультной и сатанинской тематикой песен.

## История
Группа Coven была основана в конце 1960-х годов вокалисткой Джинкс Доусон, бас-гитаристом Озом Осборном (не путать с оригинальным вокалистом Black Sabbath, Оззи Осборном) и барабанщиком Стивом Россом. Первое время музыканты, к которым присоединялись гитарист Крис Нилсен и клавишник Джон Хоббс, играли на разогреве у заезжих знаменитостей. Отличительной чертой Coven уже тогда были театрализованные концертные выступления с активным использованием сатанистской символики.
Группу заметил местный продюсер Билл Траут, который помог ей получить контракт с Mercury Records. В 1969 году вышел дебютный альбом команды Witchcraft Destroys Minds & Reaps Souls, получивший широкую известность не столько благодаря музыкальной составляющей, — психоделическому року с элементами прогрессива, дополненному вокалом Доусон в духе Грейс Слик, — сколько по причине шокирующего оформления и текстов. На фотографиях в буклете музыканты позировали, якобы исполняя сатанинский обряд, а на одной из фотографий обнажённая Доусон лежала на алтаре, держа череп. Заключительной композицией была тринадцатиминутная запись чёрной мессы. Имидж группы вызвал негативную реакцию прессы и бойкоты со стороны дистрибьюторов, а набравшие популярность за океаном Black Sabbath, также эксплуатировавшие оккультную тематику, задвинули Coven в тень. После выхода статьи о сатанизме в журнале Empire, на обложке которого фигурировал Чарльз Мэнсон с альбомом Coven в руке, лейбл Mercury Records официально отозвал альбом из продажи.
В 1971 году Джинкс Доусон записала для фильма «Billy Jack» кавер-версию антивоенной песни канадской группы Original Caste «One Tin Soldier». При этом, по настоянию Доусон, в качестве исполнителя песни была указана вся группа. Композиция попала в Billboard Hot 100, а в следующем году Coven перезаписали её и издали на своём втором альбоме Coven, который вышел на MGM. В 1973 и 1974 годах песня ещё дважды попадала в чарт и пользовалась большой популярностью на радио.
В 1974 году был записан третий альбом Blood On The Snow, на котором коллектив представил более «тяжёлое» звучание. Диск не был успешен, и группа распалась, а Доусон начала карьеру киноактрисы. Доусон и Стив Росс объединились в 1990 году, чтобы записать музыку к фильму «Heaven Can Help». В 2008 году Джинкс Доусон вместе с сессионными музыкантами выпустила новый альбом Coven под названием Metal Goth Queen~Out of the Vault.

## Влияние
Журналист Майкл Мойнихан в книге Lords of Chaos цитирует признание King Diamond о влиянии, которое на него оказала Джинкс Доусон. В 1970 году рецензент из Rolling Stone в статье о дебютном альбоме Black Sabbath, отмечая интерес группы к оккультной тематике и вторичность её звучания, назвал её «чем-то вроде английского ответа Coven».
Параллели между Coven и Black Sabbath отмечают и многие другие критики. Обе группы начинали карьеру примерно в одно и то же время и обрели известность благодаря сценическому имиджу и интересу к оккультной тематике. Бас-гитарист Coven и лидер Black Sabbath выступали под почти одинаковыми именами, а на дебютном альбоме Coven есть песня «Black Sabbath».

## Дискография
- Witchcraft Destroys Minds & Reaps Souls (1969)
- Coven (1972)
- Blood On The Snow (1974)
- Metal Goth Queen~Out of the Vault (2008)
- Jinx (2013)